# Stary Oskol
Stary Oskol (russisch Ста́рый Оско́л) ist eine südrussische Stadt in der Oblast Belgorod. Sie liegt rund 500 km südlich von Moskau und 180 km nordöstlich der ukrainischen Stadt Charkiw am Fluss Oskol. Die Stadt hat 221.085 Einwohner (Stand 14. Oktober 2010).

## Geschichte
Stary Oskol entstand aus einer Festung, die Teil des südlichen Festungswalls rund um Moskau war, und 1593 zur Sicherung des Russischen Reiches an der östlichen Grenze gegen die Angriffe der Krimtataren gegründet wurde. Die Stadt wurde 1617 von Polen erobert und niedergebrannt, um kurze Zeit später wiederaufgebaut zu werden. Sie war Kriegsschauplatz im Russischen Bürgerkrieg. 1919 wurde die Stadt kurzzeitig der Ukraine zugesprochen. Im Zweiten Weltkrieg wurde Stary Oskol vom Sommer 1942 bis zum Februar 1943 von der Wehrmacht besetzt und im Zuge der Woronesch-Kastornoje-Operation von den Einheiten der Woronescher Front wieder befreit. Industrialisierung und Bevölkerungswachstum setzten im großen Ausmaß erst nach dem Zweiten Weltkrieg ein. 
Am 5. Mai 2011 wurde der Stadt vom damaligen russischen Präsidenten Dmitri Medwedew per Ukas der Ehrentitel „Stadt des militärischen Ruhms“ verliehen. Sie ist Namensgeberin eines U-Boots.

### Bevölkerungsentwicklung
| Jahr | Einwohner |
| ---- | --------- |
| 1897 | 15.617    |
| 1939 | 10.946    |
| 1959 | 27.474    |
| 1970 | 51.533    |
| 1979 | 114.946   |
| 1989 | 173.917   |
| 2002 | 215.898   |
| 2010 | 221.085   |

Anmerkung: Volkszählungsdaten

## Wirtschaft
Stary Oskol ist eine bedeutende Bergbaustadt für Eisenerz; sie liegt am Rand der Kursker Magnet-Anomalie, einer der weltgrößten Erzlagerstätten. Mit dem Abbau von über acht Millionen Tonnen Eisenerz pro Jahr und der darauf folgenden Metallverarbeitung hat es Stary Oskol in den letzten 50 Jahren zu bescheidenem Reichtum gebracht. An der Planung und dem Aufbau der Maschinen zur Eisenerzgewinnung war die deutsche Salzgitter AG maßgeblich beteiligt. Daneben produziert die Industrie Bergbauausrüstung, Maschinenteile und Nahrungsmittel.
Entsprechend seiner Bedeutung in der Eisenerzindustrie gibt es in der Stadt eine Filiale des  Staatlichen Instituts Moskau für Stahl und Legierungen.

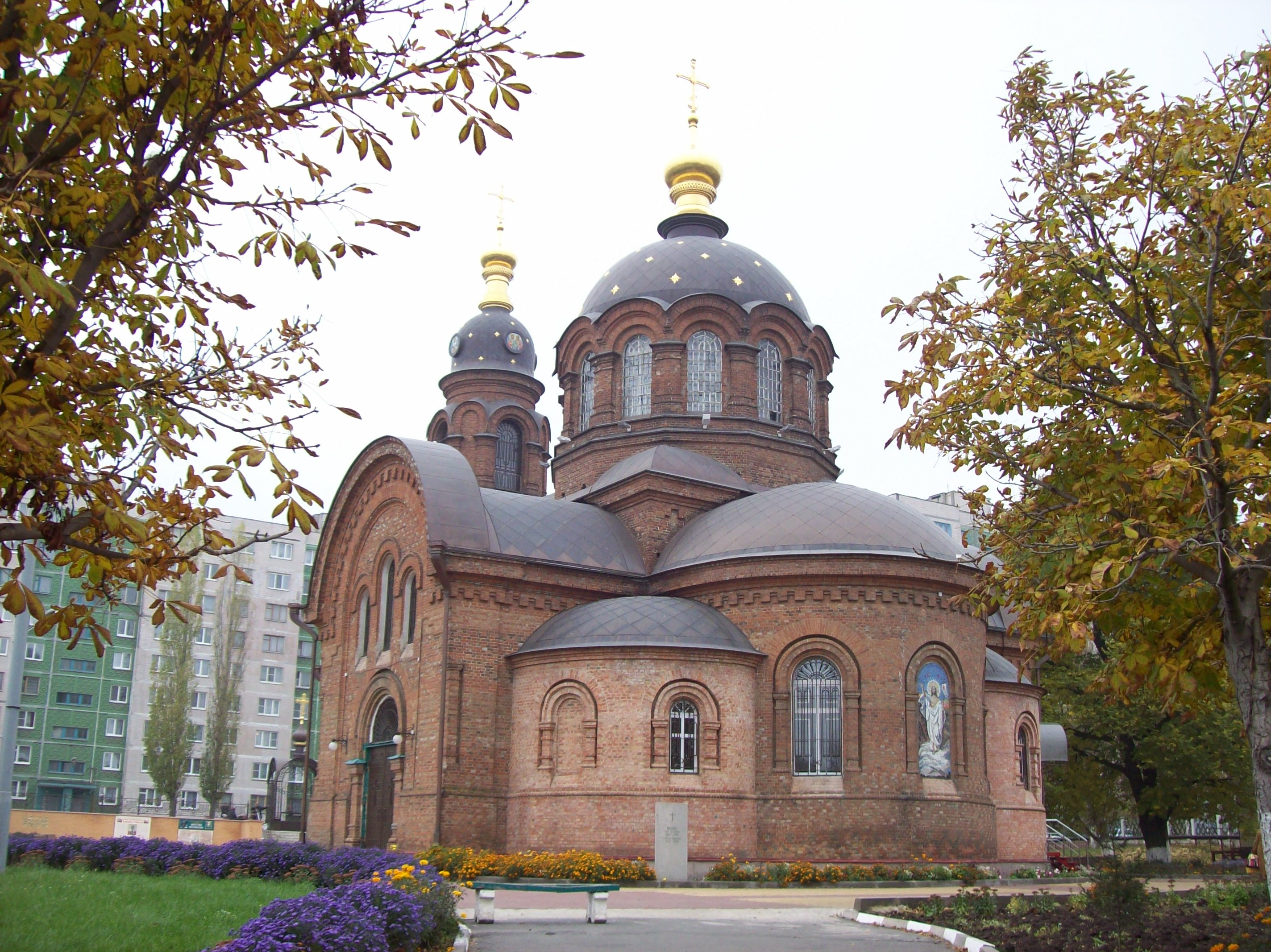
Alexander-Newski-Kirche in Stary Oskol
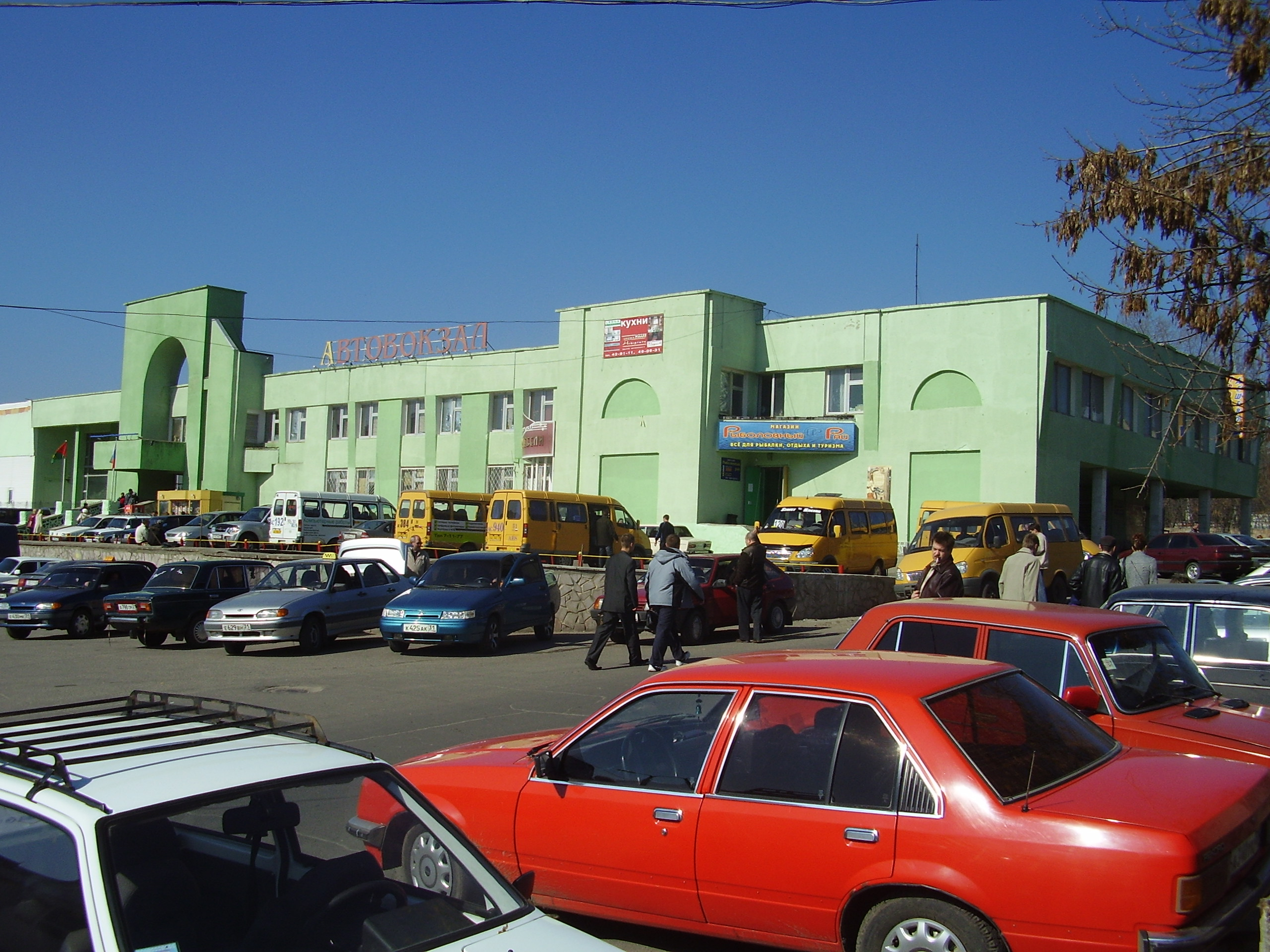
Der Busbahnhof von Stary Oskol

## Städtepartnerschaften
Die Stadt Stary Oskol unterhält folgenden Städtepartnerschaften:
- Salzgitter, seit dem 10. September 1987
- Assenowgrad, seit dem 28. August 1988
- Mänttä, seit dem 2. September 1989

## Söhne und Töchter der Stadt
- Wladimir Machnowez (1869/1875–1921), Theoretiker des Ökonomismus und Revolutionär
- Nikolai Rattel (1875–1939), General[2]
- Michail Klewenski (1904–1954), Konteradmiral[3]
- Anatoli Anpilow (1914–1994), Generalmajor
- Michail Jemeljanow (* 1933), russischer Diplomat[4]
- Denis Lebedew (* 1979), Profiboxer und seit 2012 Weltmeister der WBA im Cruisergewicht
- Alexander Jemeljanenko (* 1981), russischer Sambo- und MMA-Kämpfer[5][6]
- Dmitri Poljanski (* 1989), Boxer
- Artjom Samsonow (* 1989), Fußballspieler
- Wladimir Nikitin (* 1990), Boxer
- Alexander Saplinow (* 1997), Fußballspieler